# Phew
Phew（フュー、1959年9月12日 - ）は、日本の女性ロック歌手。1979年にアーント・サリーのメンバーとしてデビュー。パンク・ロック、ニュー・ウェイヴ、電子音楽のジャンルで活動を続けている。

## 経歴
大阪府出身。高校時代に偶然NHKで放送していたセックス・ピストルズを聴き、同年代の若者によるアンチ・キリスト的な表現にカルチャーショックを受ける。1977年夏に渡英し様々なパンク・バンドを生で観て、帰国後の1978年にパンク・バンド「アーント・サリー」を結成。
芸名の「Phew」は英語で「やれやれ、あーあ」というため息を表す語で、アーント・サリーのギタリストのBikke（ビッケ）が「あなたはPhew」と言ったことに由来する。またトレードマークとなるベレー帽もBikkeのアイデアによる。
アーント・サリー解散後、ソロ歌手として活動するようになり、パス・レコードと契約。坂本龍一のプロデュースでシングル『終曲（フィナーレ）/うらはら』を1980年3月25日発表。シングル発売後、パス・レコードのプロモーション・ツアーに参加。バックバンドは坂本と後藤美孝であった。
1981年にアルバム『Phew』を西ドイツ・ケルンにあるコニー・プランクのスタジオで制作。レコーディング・メンバーは、コニー・プランク、ホルガー・シューカイ、ヤキ・リーベツァイト、後藤美孝。同年6月にパス・レコードから発売。数回のライブに出演後、音楽活動を中断。のちに音楽雑誌のインタビューで「音楽活動中断中に何をしていたか」と質問され「普通に就職し、OLをやってお茶くみしていた」と述べている。
1987年に活動を再開。アルバム『View』を発表、近藤達郎、大津真らが参加。1991年10月21日にアルバム『Songs』を発表、恒松正敏、高橋豊、大津真、藤本敦夫、藤井信雄らが参加。1992年にはアルバム『Our Likeness』を再びコニー・プランクのスタジオで制作。イギリスのミュート・レコードからりリリースされ、同レーベルから作品を発表した最初の日本人アーティストとなった。
1994年には大友良英らと「Novo Tono」を結成、1996年にCDを発表。
2000年代以降は、山本精一とのユニット「MOST」として活動を開始、2001年にCDを発表。2010年には15年ぶりのソロ名義で初のカバー・アルバムとなる『ファイヴ・フィンガー・ディスカウント - 万引き』を発表。クラスターのメビウスが楽曲提供し、2012年春、小林エリカと「Project Undark」を結成。ソロやユニットでライブ活動、アルバム制作を定期的に行う。

## ディスコグラフィ

### ソロ・アルバム
- 『Phew』（1981年）
- 『ヴュー View』（1987年）
- 『Songs』（1991年） - EP
- 『Our Likeness』（1992年）
- 『秘密のナイフ』（1995年）
- 『幸福のすみか Shi-a-wa-se No Su-mi-ka』（1998年）※Phew & 山本精一名義
- 『ファイヴ・フィンガー・ディスカウント - 万引き Five Finger Discount』（2010年）
- 『A New World』（2015年12月2日）[2]
- 『Jamming』（2016年）
- 『Voice Hardcore』（2017年）
- 『Light Sleep』（2017年）
- 『アイランド Island』（2018年）※アナ・ダ・シルバ & Phew名義
- 『Patience Soup』（2019年）※Phew / Oren Ambarchi / Jim O'Rourke名義
- 『Vertigo KO』（2020年）
- 『New Decade』（2021年）
- 『Backfire Of Joy』（2021年）※Phew / John Duncan / Kondo Tatsuo名義
  - 1982年法政大学学館ホールでのライブ音源をLP化

### ソロ・シングル
- 『終曲（フィナーレ）/ うらはら』（1980年）

### 参加バンド・アルバム
アーント・サリー
- 『アーント・サリー Aunt Sally』（1979年）
- 『LIVE 1978-1979』（2001年）

Blind Light
- 『The Absence Of Time』（1994年）

Novo Tono
- 『パノラマ・パラダイス Panorama Paradise』（1996年）※大友良英とのバンド

Big Picture
- 『Big Picture』（2001年）

MOST
- 『MOST』 （2001年）
- 『MOST MOST』（2003年）
- 『THE MOST NOTORIOUS!』（2010年）

Project Undark
- 『ラジウム・ガールズ 2011 Radium Girls 2011』（2012年5月16日）[3]

## 資料
- 大友良英『学校で教えてくれない音楽』岩波書店、2014年
- CD『PASS NO PAST』の湯浅学の解説
- CD『AUNT SALLY』の戸川純の解説
- CD『Phew』の加藤彰の解説
- CD『songs』のライナーノーツ